# Plectrocnemia sinualis
Plectrocnemia sinualis is een schietmot uit de familie Polycentropodidae. De soort komt voor in het Palearctisch gebied.